# Parafia św. Stanisława w Tujsku
Parafia św. Stanisława w Tujsku – parafia rzymskokatolicka w diecezji elbląskiej.
Erygowana jako parafia Cyganek – Tujsk 2 sierpnia 1972 roku przez biskupa diecezji gdańskiej Lecha Kaczmarka.
Parafia w Tujsku wiąże swoją historię z parafią w pobliskim Cyganku. Powstanie parafii oraz budowę gotyckiego kościoła w Cyganku datuje się na rok 1349. W XIX wieku parafia została zmniejszona – erygowano parafię Przemienienia Pańskiego w Nowym Dworze Gdańskim. Po II wojnie światowej do Tujska oraz Cyganka napłynęła ludność wyznania greckokatolickiego. Dotychczasowa świątynia rzymskokatolicka w Cyganku została przekazana grekokatolikom. W 1957 roku w byłej hali targowej w Tujsku zorganizowano kościół św. Stanisława. Parafię św. Stanisława w Cyganku – Tujsku erygowano 2 sierpnia 1972 roku, a w 1974 roku wydzielono samodzielną jednostkę duszpasterską dla rzymskich katolików w Tujsku. Ostatecznie 21 października 1989 roku biskup gdański Tadeusz Gocłowski erygował parafię św. Stanisława w Tujsku. W latach 1990–1997 wybudowano nowy kościół parafialny, poświęcony 5 maja 1997 roku. Budowę kościoła prowadził obecny proboszcz parafii ks. Zdzisław Berliński. Obok kościoła wybudowana została również Plebania i Kaplica. 

## Zasięg parafii
- Tujsk
- Chełmek-Osada
- Chełmek
- Świerznica
- Nowotna
- Stobiec

Parafia znajduje się w województwie pomorskim, w powiecie nowodworskim, w gminie Stegna.

## Proboszczowie od 1972 roku
- ks. Władysław Wojciech Matys (1972–1975)
- ks. Władysław Grabiec (1975–1986)
- ks. Witold Olszewski (1986–1990)
- ks. Zdzisław Berliński (1990–2024)
- ks. Mirosław Masztalerek (od 2024)

## Grupy parafialne
Żywy Różaniec, schola, Liturgiczna Służba Ołtarza, Akcja Katolicka